# Jozef Palčák
Jozef Palčák (* 17. Dezember 1987) ist ein ehemaliger slowakischer Radrennfahrer, der vorwiegend auf der Straße aktiv war.

## Sportlicher Werdegang
Jozef Palčák wurde 2007 Dritter bei der slowakischen Meisterschaft im Straßenrennen der U23-Klasse. Bei der Straßen-Radweltmeisterschaft 2007 in Stuttgart startete er im U23-Straßenrennen, das er jedoch nicht beenden konnte. Im nächsten Jahr gewann Palčák eine Etappe bei Košice-Tatry-Košice, wo er auch Dritter der Gesamtwertung wurde. International war er vorrangig bei Rennen in Übersee erfolgreich. 2008 gewann er ein Teilstück der Tour du Sénégal, 2010 gewann er je eine Etappe der Tour du Cameroun und des Grand Prix Chantal Biya. Bei den slowakischen Meisterschaften 2015 im Mannschaftszeitfahren gehörte er zum siegreichen Team.
Nach der Saison 2017 beendete Palcak im Alter von 30 Jahren seine Karriere als Radsportler.

## Erfolge
2008
- eine Etappe Tour du Sénégal

2010
- eine Etappe Tour du Cameroun
- eine Etappe Grand Prix Chantal Biya

2015
- Slowakische Meisterschaft – Mannschaftszeitfahren